# Pustkowie, Tỉnh West Pomeranian
Pustkowie [pustˈkɔvjɛ] (Pustkowie của Đức)  là một khu định cư ở khu hành chính của Gmina Grzmiąca, thuộc hạt Szczecinek, Tây Pomeranian Voivodeship, phía tây bắc Ba Lan. Nó nằm khoảng 12 kilômét (7 mi)  về phía tây của Szczecinek và 134 km (83 mi) về phía đông của thủ đô khu vực Szczecin.
Trước năm 1945, khu vực này là một phần của Đức. Đối với lịch sử của khu vực, xem Lịch sử của Pomerania.
Khu định cư có dân số 8 người.